# Batalla de Wester Kinghorn
La batalla de Wester Kinghorn fue una batalla librada el 6 de agosto de 1332, cerca de Wester Kinghorn (ahora Burntisland), Fife, Escocia. 
Eduardo de Balliol con las fuerzas de Henry de Percy, Lord Percy, Thomas Wake, Lord Wake, Henry de Beaumont, David Comyn y otros desembarcaron en Wester Kinghorn. Sir Alexander Seton atacó a las fuerzas que se disponían a tomar tierra y pereció en combate. Después de estos eventos se apresuró a llegar a la ciudad de Dunfermline.